# Magten over havet
Magten over havet er en dansk dramatiseret dokumentarfilm fra 2012 produceret af Chroma Film og instrueret af Michael Schmidt-Olsen efter manuskript af Crant Eustace.

## Handling
I 1912 bliver verdens første oceangående dieselskib M/S Selandia konstrueret. Hjernerne bag er Rudolf Diesel og Ivar Knudsen med opfindelsen af den revolutionerende dieselmotor til skibe. Sammen med H.N. Andersen, stifteren af ØK, skaber de M/S Selandia, og en ny æra begynder. Skibet bliver hyldet, hvor end i verden det kommer frem, og de tre mænd bag skibet ser hurtigt deres enorme succes. Men i årenes løb efter Selandias søsættelse dør to af skaberne, Rudolf Diesel og Ivar Knudsen, under mystiske omstændigheder. Selandia var en revolution omgivet af mystik.

## Medvirkende
- Jørgen Søgaard Jensen
- Kurt Pedersen
- Jørgen Edvardsen
- Ole Møller